# Chiria
Chiria é uma vila no distrito de Pashchimi Singhbhum, no estado indiano de Jharkhand.

## Geografia
Chiria está localizada a 22° 18′ N, 85° 16′ L. Tem uma altitude média de 479 metros (1571 pés).

## Demografia
Segundo o censo de 2001, Chiria tinha uma população de 3949 habitantes. Os indivíduos do sexo masculino constituem 51% da população e os do sexo feminino 49%. Chiria tem uma taxa de literacia de 57%, inferior à média nacional de 59,5%; a literacia no sexo masculino é de 68% e no sexo feminino é de 45%. 15% da população está abaixo dos 6 anos de idade.